# Josh Okogie
Josh Aloiye Okogi, né le 1er septembre 1998 à Lagos au Nigeria, est un joueur américano-nigérian de basket-ball évoluant aux postes d'arrière et ailier. Il mesure 1,91 m.

## Biographie

### Carrière universitaire
Entre 2016 et 2018, il joue pour les Yellow Jackets de Georgia Tech.

### Carrière professionnelle

#### Timberwolves du Minnesota (2018-2022)
Lors de la draft 2018 de la NBA, Okogie est drafté en 20e position par les Timberwolves du Minnesota.
Il réalise un très bon début de saison en tant que rookie. Tom Thibodeau lui donne du temps de jeu en rotation et devient un élément essentiel du groupe des Timberwolves du Minnesota.

#### Suns de Phoenix (2022-2025)
Début juillet 2022, il signe aux Suns de Phoenix en tant qu'agent libre.

#### Hornets de Charlotte (2025)
En janvier 2025, Okogie est envoyé aux Hornets de Charlotte dans un échange contre Nick Richards. Son contrat est rompu par les Hornets en juillet avant que son salaire annuel de 7,5 millions de dollars ne soit garanti.

#### Rockets de Houston (depuis 2025)
En juillet 2025, il signe pour une saison et 3,1 millions de dollars avec les Rockets de Houston.

## Statistiques

### Universitaires
| Saison    | Équipe       | Matchs | Titul. | Min./m | % Tir | % 3pts | % LF | Rbds/m. | Pass/m. | Int/m. | Ctr/m. | Pts/m. |
| --------- | ------------ | ------ | ------ | ------ | ----- | ------ | ---- | ------- | ------- | ------ | ------ | ------ |
| 2016-2017 | Georgia Tech | 37     | 37     | 30,8   | 45,3  | 38,4   | 74,7 | 5,43    | 1,65    | 1,30   | 0,73   | 16,11  |
| 2017-2018 | Georgia Tech | 24     | 24     | 36,4   | 41,6  | 38,0   | 82,1 | 6,25    | 2,46    | 1,75   | 0,96   | 18,21  |
| Total     | Total        | 61     | 61     | 33,0   | 43,7  | 38,2   | 77,7 | 5,75    | 1,97    | 1,48   | 0,82   | 16,93  |

### Professionnelles

#### Saison régulière NBA
| Saison    | Équipe    | Matchs | Titul. | Min./m | % Tir | % 3pts | % LF | Rbds/m. | Pass/m. | Int/m. | Ctr/m. | Pts/m. |
| --------- | --------- | ------ | ------ | ------ | ----- | ------ | ---- | ------- | ------- | ------ | ------ | ------ |
| 2018-2019 | Minnesota | 74     | 52     | 23,7   | 38,6  | 27,9   | 72,8 | 2,95    | 1,23    | 1,19   | 0,45   | 7,70   |
| 2019-2020 | Minnesota | 62     | 28     | 25,0   | 42,7  | 26,6   | 79,6 | 4,32    | 1,60    | 1,10   | 0,42   | 8,60   |
| 2020-2021 | Minnesota | 59     | 37     | 20,3   | 40,2  | 26,9   | 76,9 | 2,64    | 1,07    | 0,92   | 0,47   | 5,36   |
| 2021-2022 | Minnesota | 49     | 6      | 10,5   | 40,4  | 29,8   | 68,6 | 1,43    | 0,51    | 0,53   | 0,24   | 2,71   |
| 2022-2023 | Phoenix   | 72     | 26     | 18,8   | 39,1  | 33,5   | 72,4 | 3,50    | 1,50    | 0,80   | 0,50   | 7,30   |
| 2023-2024 | Phoenix   | 60     | 11     | 16,0   | 41,7  | 30,9   | 74,5 | 2,60    | 1,10    | 0,80   | 0,40   | 4,60   |
| 2024-2025 | Phoenix   | 25     | 1      | 14,0   | 49,1  | 38,1   | 68,8 | 2,90    | 0,60    | 0,80   | 0,40   | 6,00   |
| Carrière  | Carrière  | 401    | 161    | 19,1   | 40,7  | 29,8   | 74,6 | 3,00    | 1,10    | 0,90   | 0,40   | 6,30   |

#### Playoffs NBA
| Saison   | Équipe    | Matchs | Titul. | Min./m | % Tir | % 3pts | % LF | Rbds/m. | Pass/m. | Int/m. | Ctr/m. | Pts/m. |
| -------- | --------- | ------ | ------ | ------ | ----- | ------ | ---- | ------- | ------- | ------ | ------ | ------ |
| 2022     | Minnesota | 1      | 0      | 2,2    | –     | –      | –    | 0,00    | 0,00    | 0,00   | 0,00   | 0,00   |
| 2023     | Phoenix   | 10     | 5      | 17,5   | 37,8  | 14,3   | 84,6 | 2,10    | 1,30    | 0,60   | 0,20   | 4,10   |
| 2024     | Phoenix   | 4      | 0      | 7,3    | 55,6  | 33,3   | 50,0 | 1,00    | 0,50    | 0,50   | 0,00   | 3,50   |
| Carrière | Carrière  | 15     | 5      | 13,8   | 41,3  | 17,6   | 73,7 | 1,70    | 1,00    | 0,50   | 0,10   | 3,70   |

## Records sur une rencontre en NBA
Les records personnels de Josh Okogie en NBA sont les suivants, :
| Type de statistique        | Saison régulière | Saison régulière                | Saison régulière | Playoffs | Playoffs             | Playoffs      |
| Type de statistique        | Record           | Adversaire                      | Date             | Record   | Adversaire           | Date          |
| -------------------------- | ---------------- | ------------------------------- | ---------------- | -------- | -------------------- | ------------- |
| Points                     | 28               | Celtics de Boston               | 7 décembre 2022  | -        | -                    | -             |
| Paniers marqués            | 8                | 3 fois                          | 3 fois           | -        | -                    | -             |
| Paniers tentés             | 15               | Rockets de Houston              | 13 février 2019  | -        | -                    | -             |
| Paniers à 3 points réussis | 5                | Bulls de Chicago                | 3 mars 2023      | -        | -                    | -             |
| Paniers à 3 points tentés  | 10               | Bulls de Chicago                | 3 mars 2023      | -        | -                    | -             |
| Lancers francs réussis     | 11               | Pacers de l'Indiana             | 21 janvier 2023  | -        | -                    | -             |
| Lancers francs tentés      | 15               | Pacers de l'Indiana             | 21 janvier 2023  | -        | -                    | -             |
| Rebonds offensifs          | 5                | 4 fois                          | 4 fois           | -        | -                    | -             |
| Rebonds défensifs          | 7                | Spurs de San Antonio            | 27 novembre 2019 | -        | -                    | -             |
| Rebonds totaux             | 11               | 2 fois                          | 2 fois           | -        | -                    | -             |
| Passes décisives           | 5                | 3 fois                          | 3 fois           | -        | -                    | -             |
| Interceptions              | 5                | 2 fois                          | 2 fois           | -        | -                    | -             |
| Contres                    | 3                | 4 fois                          | 4 fois           | -        | -                    | -             |
| Balles perdues             | 4                | 2 fois                          | 2 fois           | -        | -                    | -             |
| Minutes jouées             | 42               | Pelicans de La Nouvelle-Orléans | 12 janvier 2019  | 2        | Grizzlies de Memphis | 19 avril 2022 |

- Double-double : 4
- Triple-double : 0

Dernière mise à jour : 24 janvier 2025